# 林永定
林永定（1877年11月3日—1939年6月28日）也稱釋永定，本名林蕃薯，台灣台南廳西港仔堡塭仔內庄蚶寮（現台南市佳里區蚶寮）出身的佛教僧人，台灣佛教四大法脈之一高雄大崗山派之派祖。

## 略歷
日治時代明治29年（1896年），皈依齋教龍華派，開始持齋。明治31年（1898年），在開元寺出家，頂禮義敏法師為師。後擔任監院，又兼任住持。明治36年（1903年），辭住持職，仍任監院。明治41年（1908年），和義敏法師駐錫大崗山超峰寺，致力於超峰寺的重建。為安置女眾，又建立龍湖庵，此庵是「三大尼僧道場」之一。大正6年（1917年），加入臨濟宗妙心寺派。大正10年（1921年），南瀛佛教會成立，任高雄州理事。昭和8年（1933年），任臨濟宗妙心寺派連絡寺廟高雄州宗務委員，同年超峰寺成為該派連絡寺廟高雄州本部。昭和9年（1934年），在超峰寺圓寂。

## 脚注
1. ↑  許雪姬，台灣歷史辭典，遠流，2003年

## 關連項目
- 妙心寺